# 村上修司
村上 修司（むらかみ　しゅうじ、1964年5月28日 - ）は愛媛県出身の日本の柔道家。95kg超級の選手。現役時代は身長185cm。体重120kg。

## 経歴
今治南高校3年の時にインターハイの重量級で優勝を飾った。1983年に日本大学へ進学すると、1年の時には優勝大会と新人体重別95kg超級で3位になった。2年の時には優勝大会で3位だったが、新人体重別では優勝を飾った。正力国際の無差別では決勝で天理大学4年の正木嘉美に敗れて2位だったものの、団体戦では優勝した。3年の時には講道館杯で優勝を飾った。優勝大会でも1年後輩の持田達人などとともに活躍してチームの優勝をもたらした。正力杯でも決勝で秋田経済法科大学4年の渡辺浩稔を破って優勝を飾り、団体戦との2冠を達成した。4年の時には講道館杯と優勝大会では3位だったものの、正力杯では決勝で大学の2年後輩となる金野潤を破って2連覇を果たした。1987年には警視庁の所属となった。1988年にはアジア柔道選手権の決勝で世界3位である中国の徐国清を破って優勝した。1989年の選抜体重別では3位だった。全国警察柔道選手権大会では3度2位となった。

## 主な戦績
- 1982年 -　インターハイ　重量級　優勝
- 1983年 -　優勝大会　3位
- 1983年 -　新人体重別　3位
- 1984年 -　優勝大会　3位
- 1984年 -　新人体重別　優勝
- 1985年 -　正力国際　無差別　2位　団体戦　優勝
- 1985年 -　講道館杯　優勝
- 1985年 -　優勝大会　優勝
- 1985年 -　正力杯　優勝
- 1986年 -　講道館杯　3位
- 1986年 -　優勝大会　3位
- 1986年 -　正力杯　優勝
- 1988年 -　全国警察柔道選手権大会　3位
- 1988年 -　コニカオープン　無差別　2位
- 1988年　- アジア柔道選手権　優勝
- 1989年 -　全国警察柔道選手権大会　2位
- 1989年 -　選抜体重別　3位
- 1993年 -　全国警察柔道選手権大会　3位
- 1994年 -　全国警察柔道選手権大会　2位
- 1996年 -　全国警察柔道選手権大会　2位

(出典、JudoInside.com)。